# Tadeusz Socha (piłkarz)
Tadeusz Socha (ur. 15 lutego 1988 we Wrocławiu) – polski piłkarz występujący na pozycji obrońcy. Były reprezentant kraju U-21 oraz reprezentacji U-23. Wychowanek Śląska Wrocław.

## Kariera klubowa
Urodzony we Wrocławiu piłkarz rozpoczął swoją karierę w miejscowej drużynie, Śląsku. W sezonie 2007/2008, gdy Śląsk występował w rozgrywkach II ligi, Socha został włączony do pierwszej drużyny. Piłkarz zaliczył 12 występów w barwach Śląska, a zespół zajął drugie miejsce w lidze i awansował do najwyższej klasy rozgrywkowej w Polsce – Ekstraklasy.
W kolejnym sezonie (2008/2009), wskutek kontuzji innych graczy Śląska zawodnik często pojawiał się na placu gry. W Ekstraklasie zadebiutował 2 sierpnia w meczu z Polonią Bytom, zastępując w 90. minucie Krzysztofa Wołczka. Od meczu 5. kolejki z GKS-em Bełchatów Socha pojawiał się regularnie w pierwszej jedenastce drużyny. Ogółem w całym sezonie w wystąpił 16 razy, podobnie jak w ubiegłym roku nie zdobywając żadnej bramki. Oprócz występów w seniorskim zespole Śląska gracz pięciokrotnie wsparł juniorską drużynę Wrocławian. Jedynego gola dla Śląska jak do tej pory piłkarz zdobył właśnie w meczu Młodej Ekstraklasy, w zremisowanym 2:2 spotkaniu z Lechią Gdańsk. Ponadto Socha 6 razy wystąpił w rozgrywkach Pucharu Ekstraklasy – w tym w samym finale, w którym drużyna Śląska pokonała Odrę Wodzisław. W sezonie 2010/2011 wywalczył z klubem wicemistrzostwo Polski, a rok później został mistrzem kraju. Kontrakt zawodnika z wrocławską drużyną wygasł 30 czerwca 2014. Zimą 2015 odszedł do zespołu Bytovii Bytów grającego w rozgrywkach I ligi.
W sierpniu 2015 piłkarz zmienił barwy klubowe i teraz reprezentuje Arkę Gdynia, w której zdobył swoją pierwszą bramkę w karierze przeciwko klubowi GKS Katowice. Z dniem 30 czerwca 2019 ogłosił swoje odejście z zespołu. W trakcie swojego, blisko 4 letniego, pobytu w drużynie z Gdańska zaliczył 59 spotkań ligowych i 14 pucharowych. Zdobył z zespołem dwukrotnie Superpuchar Polski w sezonie 2017/2018 oraz 2018/19. 9 lipca 2019 został zaprezentowany jako nowy zawodnik zespołu Sandecji Nowy Sącz.

## Statystyki kariery klubowej
Stan na 16 maja 2016 roku.
| Klub               | Sezon             | Liga              | Liga  | Liga   | Puchar kraju | Puchar kraju | Europa | Europa | Suma  | Suma   |
| Klub               | Sezon             | Liga              | Mecze | Bramki | Mecze        | Bramki       | Mecze  | Bramki | Mecze | Bramki |
| ------------------ | ----------------- | ----------------- | ----- | ------ | ------------ | ------------ | ------ | ------ | ----- | ------ |
| Śląsk Wrocław      | 2007/08           | I liga            | 12    | 0      | 0            | 0            | –      | –      | 12    | 0      |
| Śląsk Wrocław      | 2008/09           | Ekstraklasa       | 16    | 0      | 0            | 0            | –      | –      | 16    | 0      |
| Śląsk Wrocław      | 2009/10           | Ekstraklasa       | 19    | 0      | 0            | 0            | –      | –      | 19    | 0      |
| Śląsk Wrocław      | 2010/11           | Ekstraklasa       | 22    | 0      | 1            | 0            | –      | –      | 23    | 0      |
| Śląsk Wrocław      | 2011/12           | Ekstraklasa       | 19    | 0      | 4            | 0            | 4      | 0      | 23    | 0      |
| Śląsk Wrocław      | 2012/13           | Ekstraklasa       | 19    | 0      | 6            | 0            | 2      | 0      | 24    | 0      |
| Śląsk Wrocław      | 2013/14           | Ekstraklasa       | 19    | 0      | 1            | 0            | 4      | 0      | 20    | 0      |
| Śląsk Wrocław      | Ogólnie           | Ogólnie           | 126   | 0      | 12           | 0            | 10     | 0      | 137   | 0      |
| Bytovia Bytów      | 2014/15           | I liga            | 10    | 0      | 0            | 0            | –      | –      | 10    | 0      |
| Bytovia Bytów      | Ogólnie           | Ogólnie           | 10    | 0      | 0            | 0            | 0      | 0      | 10    | 0      |
| Arka Gdynia        | 2015/16           | I liga            | 22    | 2      | 1            | 0            | –      | –      | 23    | 2      |
| Arka Gdynia        | 2016/17           | Ekstraklasa       | 18    | 0      | 4            | 1            | –      | –      | 22    | 0      |
| Arka Gdynia        | 2017/18           | Ekstraklasa       | 9     | 0      | 5            | 0            | 2      | 0      | 13    | 0      |
| Arka Gdynia        | 2018/19           | Ekstraklasa       | 10    | 0      | 4            | 0            | –      | –      | 13    | 0      |
| Arka Gdynia        | Ogólnie           | Ogólnie           | 59    | 2      | 14           | 0            | 2      | 0      | 71    | 2      |
| Sandecja Nowy Sącz | 2019/2020         | I liga            | 5     | 0      | 2            | 1            | –      | –      | 7     | 1      |
| Sandecja Nowy Sącz | Ogólnie           | Ogólnie           | 5     | 0      | 2            | 1            | 0      | 0      | 7     | 1      |
| Ogółem w karierze  | Ogółem w karierze | Ogółem w karierze | 200   | 2      | 28           | 2            | 12     | 0      | 237   | 4      |

## Kariera reprezentacyjna
W trakcie swojej kariery kilkakrotnie był powoływany do reprezentacji U-21. Znalazł się w szerokiej kadrze na mecze eliminacyjne do mistrzostw Europy U-21, jednak nie wystąpił on w tych spotkaniach.

## Osiągnięcia
- Mistrzostwo Polski – 2011/2012
- Wicemistrzostwo Polski – 2010/2011
- Puchar Polski - 2016/2017
- Puchar Ekstraklasy – 2008/2009
- Awans do Ekstraklasy – 2007/2008
- Superpuchar Polski – 2012/2012
- 3. miejsce w Ekstraklasie – 2012/2013
- Finalista Pucharu Polski – 2012/2013